# Gödəkqobu
Gödəkqobu è un comune dell'Azerbaigian situato nel distretto di Zərdab. Conta una popolazione di 1 363 abitanti.